# Geryichthys
Geryichthys is een monotypisch geslacht van straalvinnige vissen uit de familie van de grondzalmen (Crenuchidae).

## Soort
- Geryichthys sterbai Zarske, 1997